# Treehouse of Horror III
Treehouse of Horror III (A Casa da Árvore dos Horrores III no Brasil – em Portugal No Dia das Bruxas III),  dos Simpsons, é a terceira parte do especial de halloween que começou em 1990. Ela se passa em uma festa de dia das bruxas na casa dos Simpsons. Cada personagem conta uma história diferente. Ele foi originalmente exibido na  Fox network nos Estados Unidos em 29 de outubro de 1992. No terceiro episódio anual Treehouse of Horror, Homer compra para Bart uma boneca faltante de Krusty, King Homer é capturado por Mr. Burns, e Bart e Lisa iniciam inadvertidamente um ataque de zumbis a Springfield. O episódio foi escrito por Al Jean, Mike Reiss, Jay Kogen, Wallace Wolodarsky, Sam Simon e Jon Vitti, e dirigiu por Carlos Baeza.

## Enredo

### Palhaço sem Piedade
Lisa Simpson conta que no dia do aniversário de Bart, Homer compra um boneco do palhaço Krusty que tenta matar Homer; satirizando brinquedo assassino.

### Rei Homer
Depois, o vovô conta uma história sobre um grupo de pesquisadores que descobre um gorila gigante a quem chamam de King Homer.A sátira de King Kong é tanta que o episódio é em preto e branco.

### Disque 'Z' para Zumbi
A terceira e última história é contada por Ned Flanders e é sobre um ataque de zumbis
causado por Bart. Bart faz um feitiço para ressuscitar o Bola de Neve II e esse feitiço acaba trazendo zumbis até Springfield. Os zumbis incluem o físico Albert Einstein, o poeta Shakespeare e o presidente George Washington.